# Arthur Somare
Arthur Somare ist ein Politiker in Papua-Neuguinea. 
Somare ist seit 1997 Abgeordneter des Angoram Open Electorate (East Sepik Province) im Nationalparlament. Der erstgeborene Sohn von Sir Michael Somare, dem mehrfachen Premierminister Papua-Neuguineas, hatte während seiner Zeit im Parlament mehrere Ministerposten inne, unter anderem die des Ministers für Kommunikation und des Planungsministers.
Anfang 2006 trat er nach Vorwürfen von seinen Ministerämtern zurück. Wie sein Vater gehört er der National Alliance Party an.

## Weblink
- Bericht: Papua New Guinea (2007)

| Personendaten    | Personendaten                  |
| ---------------- | ------------------------------ |
| NAME             | Somare, Arthur                 |
| KURZBESCHREIBUNG | papua-neuguineischer Politiker |
| GEBURTSDATUM     | 20. Jahrhundert                |